# Stanisław Ostrowski (podpułkownik)
Stanisław Ostrowski (ur. 6 stycznia 1884 w Humieńcach, zm. ?) – podpułkownik dyplomowany piechoty Wojska Polskiego.

## Życiorys
Urodził się 6 stycznia 1884 w Humieńcach. Po ukończeniu jednorocznej ochotniczej służby wojskowej w cesarskiej i królewskiej Armii został mianowany chorążym rezerwy ze starszeństwem z 1 stycznia 1910 i wcielony do Galicyjskiego Pułku Piechoty Nr 56 w Krakowie. W szeregach tego pułku wziął udział w mobilizacji sił zbrojnych Monarchii Austro-Węgierskiej, wprowadzonej w związku z wojną na Bałkanach, a następnie walczył na I wojnie światowej. Na stopień porucznika rezerwy został mianowany ze starszeństwem z 1 listopada 1914, a na stopień nadporucznika rezerwy ze starszeństwem z 1 lutego 1916. Od czerwca 1917 przebywał na froncie włoskim. W 1918 pełnił funkcję II adiutanta, kierującego kancelarią pułkową.
Po zakończeniu I wojny światowej i odzyskaniu przez Polskę niepodległości został przyjęty do Wojska Polskiego. 5 września 1919, w stopniu porucznika, został przeniesiony z Batalionu Zapasowego 12 Pułku Piechoty do Departamentu IV Personalnego Ministerstwa Spraw Wojskowych. Po reorganizacji ministerstwa przeprowadzonej 1 marca 1920 pełnił służbę w Oddziale V Personalnym Sztabu MSWojsk. 15 lipca 1920 został zatwierdzony z dniem 1 kwietnia 1920 w stopniu majora, w piechocie, w grupie oficerów byłej armii austro-węgierskiej. 1 czerwca 1921 nadal pełnił służbę w Oddziale V Sztabu MSWojsk., a jego oddziałem macierzystym był 12 pp w Wadowicach.
3 maja 1922 został zweryfikowany w stopniu podpułkownika ze starszeństwem z 1 czerwca 1919 i 227. lokatą w korpusie oficerów piechoty. Później został przeniesiony do 78 Pułku Piechoty w Baranowiczach i przydzielony do Komisji Likwidacyjnej dla Spraw Weryfikacji MSWojsk. w Biedrusku. Obok stopnia wojskowego przysługiwał mu wówczas tytuł „oficer przydzielony do Sztabu Generalnego”. 1 listopada 1922 został „powołany do służby Sztabu Generalnego z prawem jednorocznego doszkolenia w Wyższej Szkole Wojennej”. Z dniem 2 listopada 1923 został przydzielony do 78 pp z równoczesnym odkomenderowaniem na jednoroczny kurs doszkolenia w Wyższej Szkole Wojennej w Warszawie. Z dniem 15 października 1924, po ukończeniu kursu i otrzymaniu dyplomu naukowego oficera Sztabu Generalnego, został przydzielony do Dowództwa Okręgu Korpusu Nr I w Warszawie na stanowisko szefa Oddziału Ogólnego Sztabu. Później został przeniesiony z 78 do 12 pp z pozostawieniem na zajmowanym stanowisku w DOK I. We wrześniu 1926 został przeniesiony służbowo do składu osobowego I wiceministra spraw wojskowych i szefa Administracji Armii. Następnie został przeniesiony służbowo do Oddziału IV Sztabu Generalnego. W kwietniu 1927 został mianowany członkiem Oficerskiego Trybunału Orzekającego w Warszawie, lecz już w listopadzie tego roku został przeniesiony do 45 Pułku Piechoty w Równem na stanowisko dowódcy I batalionu. W marcu 1928 został przeniesiony macierzyście do kadry oficerów piechoty z równoczesnym oddaniem do dyspozycji ministra spraw wewnętrznych. Z dniem 31 sierpnia 1928 został przeniesiony do rezerwy z pozostawieniem w administracji ogólnopaństwowej.
W 1934, jako oficer rezerwy pozostawał w ewidencji Powiatowej Komendy Uzupełnień Warszawa Miasto III. Posiadał przydział do Oficerskiej Kadry Okręgowej Nr I. Był wówczas w grupie oficerów „po ukończeniu 40 roku życia”. W 1938 mieszkał w Krakowie przy ul. biskupa Władysława Bandurskiego.

## Ordery i odznaczenia
- Krzyż Oficerski Orderu Odrodzenia Polski (2 maja 1922)[29]
- Brązowy Medal Zasługi Wojskowej z mieczami na wstążce Krzyża Zasługi Wojskowej (Austro-Węgry)[8]
- Krzyż Wojskowy Karola (Austro-Węgry)[8]
- Krzyż Pamiątkowy Mobilizacji 1912–1913 (Austro-Węgry)[30]